# 王攻本
王攻本（1931年—），男，天津人，中国应用数学家、计算机科学家，曾参与DJS-200系列大型计算机的研制。